# Нивациони процес
Нивациони процес је геоморфолошки процес изграђивања облика у рељефу везан за наизменично замрзавање и крављење тла у условима нивалне или снежне климе. У руској литератури овај процес назива се „криогени процес”. Нивациони процес развијен је у ободним деловима глацијалних области које се називају „периглацијалне области”.
Нивациони процес изграђује посебне облике рељефа који се називају „нивациони облици”. Они спадају у категорију микро-облика Земљине површине. Фосилни нивациони облици запажају се у областима у којима данас не влада нивална клима, односно нема активног деловања процеса. Они су изграђивани за време плеистоцена. 